# Maki Minami
Maki Minami (南マキ, Minami Maki) est une dessinatrice et scénariste de mangas née à Saitama au Japon. Elle est principalement connue pour être l'auteur de la série shōjo manga Special A.

## Biographie
Elle commence sa carrière de mangaka en 2000 avec Daydream Believer, pour lequel elle se voit récompensée du prix du jeune talent de l'éditeur Hakusensha. Elle poursuit avec la publication de Kanata no Ao, Kimi wa Girlfriend, Mainichi ga takaramono et Yuki Atataka.
En février 2003, elle commence la publication de la série Special A dans le magazine Hana to yume.